# 1912–1913-as magyar labdarúgó-bajnokság (első osztály)
A 12. hivatalos bajnokság. Újra a Ferencváros lett a bajnok, immár nyolcadszor és sorozatban ötödször. Alig változott a különbség a bajnok és a második között, hét ponttal gyűjtött többet a Fradi, hiába erősített az MTK. 
Kiesett a Terézváros, feljutott a III. Kerület.
A Magyar Kupa győztese a Ferencváros lett, a döntőben 2:1 re nyert a Budapesti AK ellen.

## A végeredmény
| #  | Csapat          | J  | Gy | D | V  | Rg | Kg | Gk  | P  | Megjegyzés |
| -- | --------------- | -- | -- | - | -- | -- | -- | --- | -- | ---------- |
| 1  | Ferencvárosi TC | 18 | 16 | 1 | 1  | 77 | 13 | +64 | 33 | Bajnok     |
| 2  | MTK             | 18 | 12 | 2 | 4  | 50 | 18 | +32 | 26 |            |
| 3  | Budapesti TC    | 18 | 10 | 4 | 4  | 27 | 13 | +14 | 24 |            |
| 4  | MAC             | 18 | 12 | - | 6  | 39 | 24 | +15 | 24 |            |
| 5  | 33 FC           | 18 | 8  | 3 | 7  | 35 | 33 | +2  | 19 |            |
| 6  | Budapesti AK    | 18 | 7  | 4 | 7  | 32 | 39 | -7  | 18 |            |
| 7  | Bp. Törekvés SE | 18 | 5  | 4 | 9  | 25 | 45 | -20 | 14 |            |
| 8  | Újpesti TE      | 18 | 4  | 4 | 10 | 24 | 40 | -16 | 12 |            |
| 9  | Nemzeti SC      | 18 | 2  | 2 | 14 | 19 | 68 | -49 | 6  |            |
| 10 | Terézvárosi TC  | 18 | 1  | 2 | 15 | 22 | 57 | -35 | 4  | Kiesett    |

## Kereszttáblázat
|                 | FTC | MTK | BTC | MAC | 33 FC | BAK | Törekvés | ÚTE | NSC  | TTC |
| --------------- | --- | --- | --- | --- | ----- | --- | -------- | --- | ---- | --- |
| Ferencvárosi TC | XXX | 2-2 | 3-1 | 7-0 | 3-1   | 4-1 | 6-0      | 5-1 | 13-1 | 3-1 |
| MTK             | 1-3 | XXX | 1-1 | 1-0 | 2-1   | 0-1 | 4-1      | 3-0 | 2-0  | 8-0 |
| Budapesti TC    | 1-0 | 3-1 | XXX | 4-2 | 0-0   | 2-0 | 0-0      | 0-1 | 2-0  | 2-1 |
| Magyar AC       | V   | 0-2 | 1-0 | XXX | 4-1   | 0-1 | 4-0      | 3-0 | 4-2  | 3-1 |
| 33 FC           | 1-2 | 1-4 | 2-4 | 0-1 | XXX   | 2-2 | 2-1      | 4-1 | 3-1  | 3-2 |
| Budapesti AK    | 0-7 | 3-2 | 0-0 | 0-3 | 1-2   | XXX | 2-5      | 3-3 | 3-2  | 6-1 |
| Bp. Törekvés SE | 1-7 | 2-3 | 1-0 | 1-4 | 3-3   | 0-2 | XXX      | 2-4 | 2-2  | 2-1 |
| Újpesti TE      | V   | 0-4 | 0-1 | 0-1 | 1-4   | 2-2 | 0-0      | XXX | 4-1  | 0-5 |
| Nemzeti SC      | 0-8 | 0-6 | 0-3 | 3-5 | 0-3   | 3-1 | 0-1      | 0-5 | XXX  | 2-1 |
| Terézvárosi TC  | 1-4 | 0-4 | 0-3 | 1-4 | 1-2   | 1-4 | 1-3      | 2-2 | 2-2  | XXX |

A bajnok Ferencvárosi Torna Club játékosai: Ungár Gyula (12) - Rumbold Gyula (13), Payer Imre (17) - Weinber János (14), Bródy Sándor (14), Blum Zoltán (14) - Weisz Ferenc (15), Tóth Potya István (14), Pataki Mihály (16), Schlosser Imre (16), Borbás Gáspár dr. (12). Játszott még: Koródy I Károly (6), Fritz Alajos k. (4), Medgyessy Jenő (2), Szeitler Károly (2), Blum II Miklós (1), Krizsán "Kövesdi" Endre (1), Manglitz Ferenc (1), Szandovits József (1).
A 2. helyezett Magyar Testgyakorlók Köre játékosai: Binét Miklós, Bíró Gyula, Csüdör Ferenc, Domonkos László (k), Ellinger Leó, Kertész I Gyula, Kertész II Vilmos, Klement Engelbert, Klein Gyula, Knapp Miksa (k), Konrád I Jenő, Kovács Lajos dr., Kürschner Izidor, Joseph Lane (angol), Nagy József, J. R. Owen (angol), Rácz Béla, Révész Béla, Sebestyén I Béla, Sebestyén II Gyula, Szántó Károly, Taussig Imre, Vágó Antal, Zsigó Ferenc.
A 3. helyezett Budapesti Torna Club játékosai: Bayer Henrik, Bihari Ferenc, Décsey I Oszkár, Décsey II, Ficzere II Péter, Ginzery Dénes, Horváth József, Kertész Géza, Kincs Frigyes, Kovács Lajos dr., Kőszegi Dezső, Mahr Ágoston, Mészáros Árpád, Rauchmaul Emil, Pótz Nagy Árpád, Saly Alajos, Saly Sándor, Szendrő Oszkár, Takács János.
A 4. helyezett Magyar Athletikai Club játékosai: Bodnár Sándor, Dömötör Sándor, Falussy, Feketeházy II Gyula, Fodor Rezső, Kehrling Béla, Krempels II Béla, Kunst Ottó, Lator Géza, Medgyessy Iván, Ocskay Károly, Rácz II Győző, Riedl István, Simon Ferenc, Sipos Ernő (k), Szűcs István, Tóth Ferenc, Újságh Miklós, Vangel Gyula dr.
Az 5. helyezett 33 Football Club játékosai: Baráth, Bíró László, Bosnyákovits Károly, Csárdás Gusztáv, Czavolják József, Eichinger Károly, György, Horváth Ferenc, Klein Béla, Kiss Károly, Lőwy Artúr, Mandl Frigyes, Róka János, Schubert Sándor, Stizl, Székány Géza, Takács, Vanicsek I János, Vanicsek II József, Zsák Károly (k).
A 6. helyezett Budapesti Athletikai Klub játékosai: Cseh János, Gállos Sándor, Glatter Rezső, Grósz Ferenc, Károly Jenő, Késmárky Ákos, Klement Károly, Koós, Korda Győző, Krausz Pál, Kucsera "Kurucz" István, Ligeti Ede, Ligeti Ignác, Okos Károly, Rudas Ernő, Salamon Sándor, Schaffer Alfréd, Szury Kálmán, Waldner Károly, Wolenszki Ferenc.
A 7. helyezett Törekvés Sport Egylet játékosai: Bodnár József, Bőti János, Bőti Miklós, Dürr Antal, Dürr Gyula, Francz József, Ging József, Horváth Gyula, Krausz Ferenc, Mézner László, Nyilas István, Pejtsik Imre, Siegl József, Szednicsek János, Szentey Sándor, Takács Dániel, Ürögdi József, Ziegler.
A 8. helyezett Újpesti Torna Egylet játékosai: Bakos, Baubach Béla, Besenczi Mihály, Dorn Béla, Fogl I István, Goda József, Gorupp Ferenc, Karger János, Kazár Tibor, Molnár I Ferenc, Molnár II Imre, Molnár III Ödön, Neumann Andor, Novák Sándor, Racskó Gyula, Rossmann József, Rubos, Surnik Béla, Szabó Antal, Szabó Ferenc, Vranák Lajos, Weiner "Váradi" Imre.
A 9. helyezett Nemzeti Sport Club játékosai: Burián Géza, Ernst, Faragó Béla, Feldmann Salamon, Greguss Gusztáv, Hlavay I György, Hlavay II Béla, Hunár, Kanyaurek István, Kovács Elemér, Loska László, Molnár Frigyes, Nagy Ferenc, Remadovits, Rometh József, Székely I Sándor, Szűry János, Szűry Károly, Perney Péter, Tímár, Vogel, Wéber.
A 10. helyezett Terézvárosi Torna Club játékosai: Bakos Antal, Beimel Miksa, Braun László, Budai Jenő, Csapek Viktor, Farkas Ferenc, Fekete Miklós, Hegyi Árpád, Kaposi, Karch Rezső, Katona, Kummer Ferenc, Malek Ferenc, Maly Antal, Mäntzer, Pach Ferenc, Payer II Jenő, Pollák Vilmos, Proczenkó Ferenc, Recht Ferdinánd, Vágó Zoltán, Varga Lajos.

## Dijak
| Bajnok 1912/13   |
| FTC 8. Bajnokság |

| Az év játékosa    | Gólkirály                   |
| Bodnár Sándor MAC | Schlosser Imre FTC (33 gól) |

## Kerületi bajnokságok
Vidéki kerületi bajnokságok:
- Déli kerület,

Aradi alosztály:
1. Temesvári AC, 2. Aradi TE, 3. Aradi AC, 4. Temesvári Kinizsi SE, Nagykikindai Előre TK, 6. Aradi TK, 7. Temesvári TE, 8. Zsombolyai TK, 9. Temesvári MTE.
Szegedi alosztály:
1.Bácska Szabadkai AC, 2. Szegedi AK, 3. Szegedi TK, 4. Szabadkai SE, 5. Bajai SE, 6. Szabadkai MTE, 7. Újvidéki AC, 8. Zombori SE.
Kerületi döntő: Bácska Szabadkai AC - Temesvári AC 4:1.
- Északi kerület,

Kassai alosztály:
1. Kassai AC, 2. Eperjesi TVE, 3. Sátoraljaújhelyi AC, 4. Kassai MSE, 5. Sátoraljaújhelyi VSC, 6. Kassai TK, 7. Kassai KK.
Miskolci alosztály:
1. Diósgyőri VTK, 2. Losonci AFC, 3. Miskolci AK, 4. Miskolci VSC, 5. Miskolci MTE, 6. Miskolci KASE, 7. Gyöngyösi AC.
Kerületi döntő: Kassai AC - Diósgyőri VTK 1:0.
- Nyugati kerület,

Győri alosztály:
1. Győri ETO, 2. Tatabányai SC, 3. Soproni FAC, 4. Győri DAFC, 5. Győri TE.
Pozsonyi alosztály:
1. Szombathelyi SE, 2. Szombathelyi AK, 3. Pozsony-Újvárosi LE, 4. Pozsonyi Vasas, 5. Pozsonyi MTK. 6. Soproni IKMTK.
Pécsi alosztály:
1. Pécsi AC, 2. Kaposvári TSE, 3. Kaposvári AVC, 4. Pécsi SC.
Kerületi döntő: Pécsi AC - Győri ETO 1:1 (a visszavágóra a PAC nem állt ki), Győri ETO - Szombathelyi SE 1:0.
- Erdélyi kerület:

1. Kolozsvári TC, 2. Kolozsvári KASE, 3. Kolozsvári AC, 4. Marosvásárhelyi SE, 5. Piski Vasutas SC, 6. Kolozsvári KASK, 7. Kolozsvári SE.
- Közép (Pest-vidéki) kerület,

Kecskeméti alosztály:
1. Kecskeméti AC, 2. Monori SE, 3. Szolnoki MÁV SE, 4. Vecsési SE, 5. Kecskeméti TE, 6. Ceglédi SE.
Soroksári alosztály:
1. Váci SE, 2. Rákosligeti SE, 3. Soroksári AC, 4. Isaszegi AC, 5. Kistarcsai SC.
Kerületi döntő: Váci SE - Kecskeméti AC 2:0.
- Keleti kerület,

Nagyváradi alosztály:
1. Nagyváradi AC, 2. Debreceni KASE, 3. Nagyváradi SE, 4. Debreceni TE, 5. Nagyváradi Törekvés MTE, 6. Debreceni Nyomdász SC, 7. Debreceni MTE, 8. Bihari VC, 9. Nagyváradi SC.
Ungvári alosztály:
1. Ungvári AC, 2. Nyíregyházi TVE, 3. Szatmári TVE, 4. Ungvári SE, 5. Szatmárnémeti SE.
Kerületi döntő: Nagyváradi AC - Ungvári AC 7:2.
Negyeddöntők: Bácska Szabadkai AC - Kolozsvári TC 2:2 (az újrajátszásra a Kolozsvár nem állt ki), Győri ETO - Váci SE 4:2, Nagyváradi AC (kiemelt), Kassai AC (kiemelt).
Elődöntők: Kassai AC - Nagyváradi AC 3:0, Győri ETO - Bácska Szabadkai AC 2:1.
Döntő: Győri ETO - Kassai AC 2:1. A vidék bajnoka a Győri ETO lett. Az ETO csapata: Kail - Müller, Strick - Beleznay, Csonka, Holczmann - Horna, Kanyaurek, Vellay, Szabó, Horváth.
Az országos bajnok címért idén már nem lehetett játszani. Az MLSZ az érdeklődés teljes hiánya miatt megszüntette a kihívásos rendszert.
A Sporthírlap a legjobb magyar csatárnak 1300 koronát ajánlott fel, természetesen Schlosser Imre kapta meg esküvője napján. Slózi európai csúcsot tartott 44 válogatottbeli góljával.